# 八幡平温泉郷
八幡平温泉郷（はちまんたいおんせんきょう）は、秋田県と岩手県に跨る八幡平近辺にある温泉の総称（温泉郷）。厳密には、近隣の温泉が国民保養温泉地に指定された際の名称で、指定温泉地のみが該当する。しかし広義の温泉郷においては指定対象外の温泉もこれに含まれる。

## 概要
温泉郷の成立は、昭和34年9月3日厚生省告示第256号による国民保養温泉地への指定である。秋田県の玉川温泉、後生掛温泉、蒸ノ湯温泉、大深温泉、大沼温泉、そして岩手県の藤七温泉を国民保養温泉地に指定する際に、八幡平周辺の温泉であることから八幡平を冠した温泉郷が名称として指定された。
その後、この名称が用いられるにつれ、銭川温泉、志張温泉、東トロコ温泉、新玉川温泉、東八幡平温泉なども温泉郷の一部として紹介されることが多くなった。
2021年9月22日、クレセント（盛岡市）と温泉郷の支配人らで組織する八幡平観光地域づくり協議会が運営する複合型商業施設「ノーザングランデ八幡平」がオープンした。

## 地名としての八幡平温泉郷

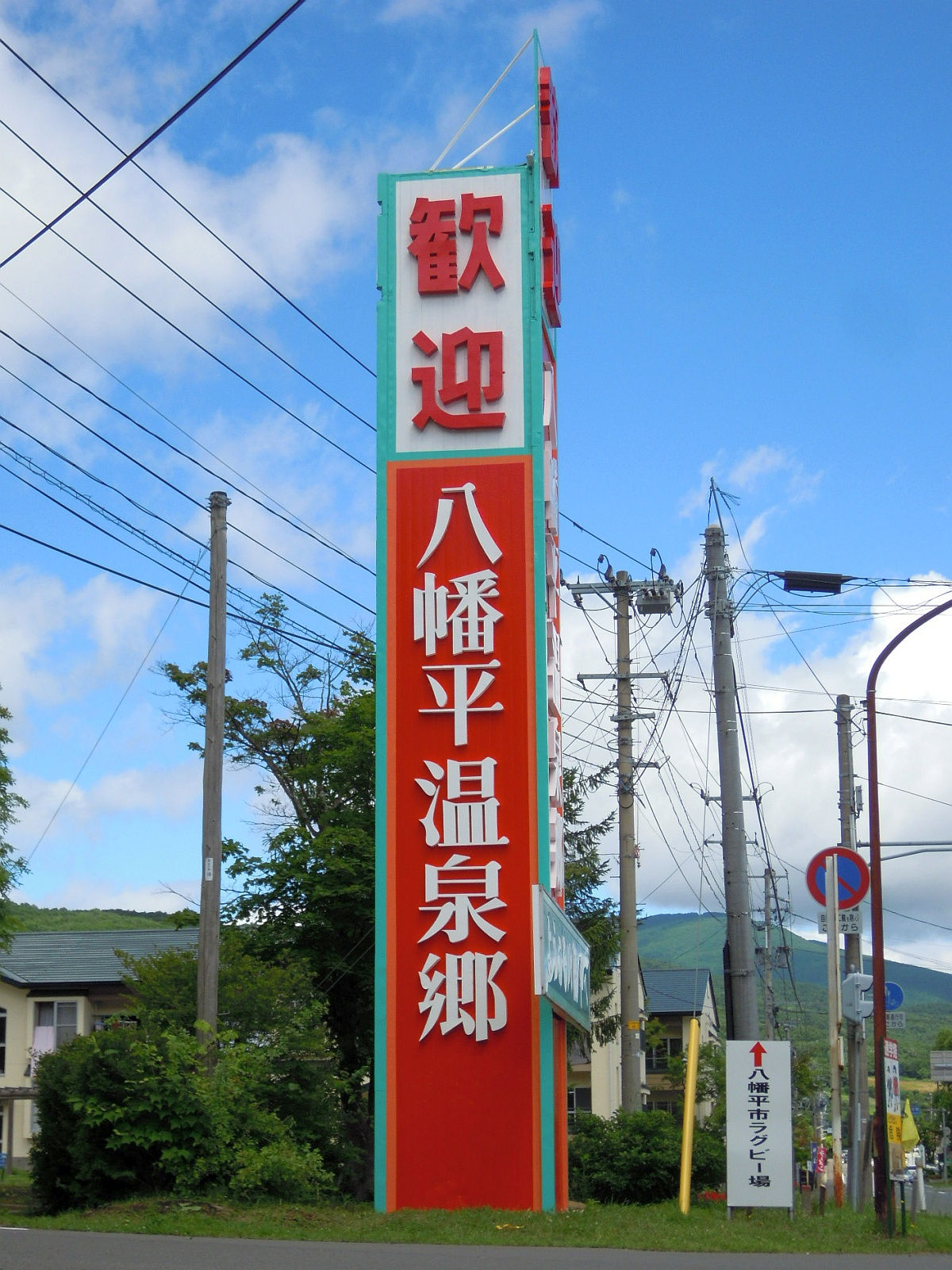
八幡平市柏台地区にある「歓迎 八幡平温泉郷」の看板

東八幡平温泉がある地域(岩手県八幡平市)に1974年10月28日、当時の岩手県岩手郡松尾村金沢地区に造られた金沢観光団地の名称として八幡平温泉郷と命名された。これ以降、東八幡平温泉は積極的に八幡平温泉郷という名称を用いている。現在でも当地域は八幡平温泉郷としての住所が登記されている。国土地理院の 2万5千分1地形図（地図名：松川温泉地図）をはじめ種々のメディアにもこの東八幡平温泉地区が八幡平温泉郷として紹介記載されている。但し地名としての八幡平温泉郷は厚生省告示(1959年9月3日)の八幡平温泉郷としての策定範囲外であることに注意する必要がある。

## 温泉地

### 国民保養地として指定された八幡平温泉郷
- 玉川温泉
- 後生掛温泉
- 蒸ノ湯温泉
- 大深温泉
- 大沼温泉
- 藤七温泉

### それ以外の八幡平温泉郷
- 銭川温泉
- 志張温泉
- 東トロコ温泉（閉館）
- 澄川温泉（廃業）
- 赤川温泉（廃業）
- 新玉川温泉
- 東八幡平温泉

## 交通
- 八幡平#アクセスを参照